# Canvey Island F.C.
Canvey Island FC là một câu lạc bộ bóng đá có trụ sở tại Canvey Island, Essex, Anh. Đội bóng hiện thi đấu tại Isthmian League Premier Division và có sân nhà ở Park Lane.

## Danh hiệu
- FA Trophy
  - Nhà vô địch mùa giải 2000–01
- Isthmian League
  - Nhà vô địch Premier Division mùa giải 2003–04
  - Nhà vô địch Division One mùa giải 1998–99
  - Nhà vô địch Division Two các mùa giải 1995–96, 1997–98
- Greater London League
  - Nhà vô địch Division One các mùa giải 1967–68, 1968–69
  - Nhà vô địch League Cup các mùa giải 1967–68, 1968–69
- Parthenon League
  - Nhà vô địch League Cup mùa giải 1958–59
- Essex Senior League
  - Nhà vô địch các mùa giải 1986–87, 1992–93
  - Nhà vô địch League Cup các mùa giải 1979–80, 1992–93
  - Nhà vô địch Harry Fisher Memorial Trophy mùa giải 1993–94[2]
- Thurrock Combination
  - Nhà vô địch mùa giải 1955–56
  - Nhà vô địch League Cup các mùa giải 1952–53, 1955–56
- Essex Senior Cup
  - Nhà vô địch các mùa giải 1998–99, 1999–2000, 2001–02, 2011–12

## Thống kê
- Thành tích tốt nhất tại FA Cup: Vòng ba mùa giải 2001–02[3]
- Thành tích tốt nhất tại FA Trophy: Vô địch mùa giải 2000–01[3]
- Thành tích tốt nhất tại FA Vase: Bán kết mùa giải 1992–93[3]
- Kỷ lục khán giả đến sân : 3,553 người trong trận đấu với Aldershot Town, Isthmian League mùa giải 2002–03[1]
- Cầu thủ ra sân nhiều nhất: Steve Ward[1]
- Cầu thủ ghi bàn nhiều nhất: Andy Jones[1]
- Phí chuyển nhượng kỷ lục nhận được: £4,500 từ Farnborough Town cho cầu thủ Brian Horne[1]
- Phí chuyển nhượng kỷ lục đã trả: £5,000 đến Northwich Victoria cho cầu thủ Chris Duffy[1]